# Luigi di Montbelliard
Luigi di Montbelliard o di Mousson, Ludovico Scarpone, in francese Louis de Scarpone ou de Mousson (1015 circa – 1073 circa), fu conte di Mousson e Conte consorte di Bar, dal 1033 e conte di Montbéliard, Altkirch e Ferrette, dal 1042 alla sua morte.

## Origine
Secondo le Europäische Stammtafeln, vol I, 2226 (non consultate), Luigi sarebbe figlio di Rickwin, Conte de Charpeigne e della moglie Matilde o Hildegarde di Egisheim, figlia del conte Ugo IV di Nordgau (Alsazia) e nipote di Papa Leone IX.
Rickwin, Conte de Charpeigne era figlio di Ludovico di Mousson e della moglie Lutzelburg

## Biografia
Luigi viene citato per la prima volta, assieme al padre e al nonno, in un documento del 1019
Sia secondo la Chronica Albrici Monachi Trium Fontium, che le Laurentii Gesta Episcoporum Virdunensium Luigi (comiti Montionis Ludovico) sposò la Contessa di Bar, Sofia (Sophia Ludovico de Monzione comiti), nel 1033.
Secondo lo storico, Georges Poull, nel suo libro La Maison souveraine et ducale de Bar (1994) (non consultato), il conte di Blois, di Chartres, di Châteaudun, di Tours, di Provins, di Reims, di Meaux e di Troyes, Oddone II, attaccò la Lorena e, nel 1037, occupò Bar, ma l'Imperatore, Corrado II, reagì e l'esercito imperiale, guidato da Gothelo I, proprio a Bar, sconfisse e uccise Oddone II. Sofia rientrò in possesso dei propri domini, solo l'anno dopo, nel 1038.
Ancora secondo lo storico, Georges Poull, nel suo libro La Maison souveraine et ducale de Bar (1994) (non consultato), Luigi, nel 1042, fu investito dei possedimenti in Alsazia di Montbéliard, Altkirch e Ferrette. 
Nel 1044, Luigi (Ludowicus comes) respinse un attacco a Montbéliard (castellum eius, quod Mons Piligardæ), da parte del conte di Borgogna, Rinaldo I (Reginoldum principem, reginæ Agnetis avunculum).
Secondo l'abate Agostino Calmet, nel suo Histoire de Lorraine (Nancy), Tome II, Preuves (non consultato), Luigi fu tra coloro che controfirmarono la bolla papale del 1051 di Papa Leone IX.
Ancora Georges Poull, che cita la Histoire ecclésiastique et politique de la ville et du diocèse de Toul (non consultato), Luigi, nel 1057 e nel 1063, si trovò in competizione con il Duca di Lorena, Gerardo, per l'eredità di Papa Leone IX, morto nel 1055. 
Luigi viene citato in alcuni documenti dell'Imperatori del Sacro Romano Impero, Enrico IV di Franconia (Diplomata rerum et imperatorum Germaniae, Heinrici IV):
- nel n° 62 del febbraio 1060[10]
- nel n° 193 dell'estate 1067[11]
- nel n° 199 dell'ottobre 1067[12].

Ancora Georges Poull, nel suo libro La Maison souveraine et ducale de Bar (1994) (non consultato), riferisce che alla morte del Duca di Lorena, Gerardo, Luigi, si propose come successore, mettendosi in competizione col giovane figlio di Gerardo, Teodorico II di Lorena, che riuscì ad ottenne la conferma del ducato del padre da Enrico IV di Franconia.
Sempre Georges Poull ci riferisce che, nel 1071, Luigi venne citato per l'ultima volta in un documento; Sofia rimase vedova in quel periodo, in quanto, nel 1076, Georges Poull ci dice che fu Sofia a nominare l'abate di Saint-Mihiel, perché il marito era morto.
A Luigi, nei distretti Alsaziani e nella contea di Mousson, succedette il figlio primogenito, Teodorico.

## Discendenza
A Luigi Sofia diede sette figli, che sono tutti elencati nel documento n° 3830 del Recueil des chartes de l'abbaye de Cluny (Paris), Tome V:
- Teodorico[4] (1045 - 1105), conte di Mousson, di Montbéliard, Altkirch e Ferrette, e poi Conte di Bar
- Bruno[13], morto giovane
- Luigi[13], citato nel 1080
- Federico[13] († 1092), marchese di Torino
- Sofia[13] († circa 1105), che sposò Folmar, conte di Froburg
- Beatrice[13] († 1092), che sposò Bertoldo I de Zähringen († 1078), duca di Carinzia
- Matilde[13] († prima del 1105), che sposò Ugo di Dagsburg († 1089)

## Ascendenza
|                       |                   |                   | Genitori              |  |  | Nonni               |  |  | Bisnonni |  |
|                       |                   |                   |                       |  |  | Ludovico di Mousson |  |  | …        |  |
|                       |                   |                   |                       |  |  | Ludovico di Mousson |  |  | …        |  |
|                       |                   | …                 |                       |  |  | Ludovico di Mousson |  |  |          |  |
| Rickwin di Charpeigne |                   |                   |                       |  |  | Ludovico di Mousson |  |  |          |  |
|                       |                   | Lutzelburg        | …                     |  |  |                     |  |  |          |  |
|                       |                   | Lutzelburg        | …                     |  |  |                     |  |  |          |  |
|                       |                   | Lutzelburg        | …                     |  |  |                     |  |  |          |  |
| Luigi di Montbelliard |                   | Lutzelburg        |                       |  |  |                     |  |  |          |  |
|                       | Ugo IV di Nordgau | Ugo II di Nordgau |                       |  |  |                     |  |  |          |  |
|                       | Ugo IV di Nordgau | Ugo II di Nordgau |                       |  |  |                     |  |  |          |  |
|                       | Ugo IV di Nordgau | …                 |                       |  |  |                     |  |  |          |  |
| Matilde di Egisheim   | Ugo IV di Nordgau |                   |                       |  |  |                     |  |  |          |  |
|                       |                   | Edvige di Dabo    | Luigi II di Dabo      |  |  |                     |  |  |          |  |
|                       |                   | Edvige di Dabo    | Luigi II di Dabo      |  |  |                     |  |  |          |  |
|                       |                   | Edvige di Dabo    | Giuditta di Oehningen |  |  |                     |  |  |          |  |
|                       |                   | Edvige di Dabo    |                       |  |  |                     |  |  |          |  |

### Fonti primarie
- (LA)  Monumenta Germaniae Historica, Scriptores, tomus V.
- (LA)  Monumenta Germaniae Historica, Scriptores, tomus X.
- (LA)  Monumenta Germaniae Historica, Scriptores, tomus XXIII.
- (LA)  Monumenta Germaniae Historica, Scriptores, Diplomata rerum et imperatorum Germaniae, Heinrici IV, tomus IV.1.
- (LA)  Recueil des chartes de l'abbaye de Cluny (Paris), Tome V.
- (LA)  Histoire ecclésiastique et civile de Lorraine, qui comprend ce qui s'est passé de plus mémorable dans l'archevêché de Trèves, et dans les évêchés de Metz, Toul et Verdun, depuis l'entrée de Jules César dans les Gaules jusqu'à la mort de Charles V, duc de Lorraine, arrivée en 1690, avec les pièces justificatives, tome II.

### Letteratura storiografica
- Austin Lane Poole, L'imperatore Corrado II, in «Storia del mondo medievale», vol. IV, 1999, pp. 170–192